# Bogdan Poprawa
Bogdan Poprawa (ur. 1 września 1935 w Siemianicach, zm. 4 lutego 2011) – polski technik górnik i działacz partyjny, poseł na Sejm PRL VI kadencji.

## Życiorys
Uzyskał wykształcenie średnie. Był brygadzistą ścianowym w kopalni „Halemba” w Rudzie Śląskiej. Działał w Związku Młodzieży Polskiej, od 1956 w Związku Młodzieży Socjalistycznej, a od 1957 w Polskiej Zjednoczonej Partii Robotniczej, w której w 1960 został I sekretarza OOP, a następnie zasiadał w egzekutywie Komitetu Zakładowego oraz w plenum Komitetu Miejskiego w Rudzie Śląskiej. Pełnił także funkcję wykładowcy szkolenia partyjnego oraz był delegatem na VI zjazd PZPR. W 1972 uzyskał mandat posła na Sejm PRL w okręgu Chorzów. Zasiadał w Komisji Planu Gospodarczego, Budżetu i Finansów. Pełnił też mandat radnego Rady Miejskiej w Katowicach. Przez wiele lat działał w Polskim Związku Emerytów, Rencistów i Inwalidów, gdzie pełnił funkcję przewodniczącego Zarządu Oddziału Okręgowego w Katowicach oraz zasiadał w prezydium Zarządu Głównego.
Pochowany na cmentarzu w Rudzie Śląskiej 3 „Godula”.

## Odznaczenia
- Złoty Krzyż Zasługi
- Srebrny Krzyż Zasługi
- Brązowy Krzyż Zasługi